# Hypomesus nipponensis
Hypomesus nipponensis is een straalvinnige vissensoort uit de familie van de spieringen (Osmeridae). De wetenschappelijke naam van werd gepubliceerd in 1963 door McAllister.